# 14ª Brigata artiglieria delle guardie "Kal'mius"
La 14ª Brigata autonoma artiglieria delle guardie "Kal'mius" (in russo 14-я отдельная гвардейская артиллерийская бригада «Кальмиус»?, 14-ja otdel'naja gvardejskaja artillerijskaja brigada «Kal'mius»; unità militare 08802), nota più semplicemente come Brigata "Kal'mius", è un'unità di artiglieria delle Forze terrestri russe, subordinata alla 51ª Armata combinata delle guardie del Distretto militare meridionale con base a Donec'k, de facto occupata dalla Russia dal 2014. La brigata è intitolata all'omonimo fiume del Donbass.

## Storia
Il 21 giugno 2014 circa ottanta miliziani di Donec'k si sono raggruppati in due formazioni: il battaglione "Kal'mius" e il battaglione "Novorossija". Il fondatore del battaglione è stato il maggior generale Valentin Motuzenko. Tra il 26 e il 27 giugno 2014 i soldati del battaglione hanno preso d'assalto la base del Battaglione di scorta, estradizione e protezione degli imputati (unità militare 3004 della Guardia nazionale dell'Ucraina) a Donec'k e hanno catturato diversi soldati ucraini, tra cui il comandante del reparto. In autunno il battaglione è stato riorganizzato nell'omonima brigata di artiglieria e ha preso parte alle battaglie per l'aeroporto di Donec'k e nella direzione di Mariupol'. Nel gennaio 2015 ha partecipato alla battaglia di Debal'ceve, venendo per questo insignita in seguito del titolo di unità delle guardie. L'8 settembre 2016 il comandante della brigata, il maggior generale Aleksandr Nemogaj, è stato ucciso a Donec'k.
Il 1º gennaio 2023 la brigata è stata ufficialmente incorporata nelle Forze armate russe come 14ª Brigata artiglieria "Kal'mius", inquadrata nel 1º Corpo d'armata dell'8ª Armata combinata, che è stato successivamente riorganizzato nella 51ª Armata combinata.
Tra marzo ed aprile 2023 l'unità, insieme alla 1ª, 5ª, 9ª, 100ª, 114ª e 132ª Brigata fucilieri motorizzata, ha combattuto in direzione di Avdiïvka e della periferia nord-occidentale della città di Donec'k. Nel marzo 2024 l'unità era nuovamente presente ad Avdiïvka.

## Struttura
- Comando di brigata
- Battaglione artiglieria campale (D-30 e 2A65 Msta-B)
- Battaglione artiglieria semovente (2S1 Gvozdika)
- Battaglione artiglieria lanciarazzi (BM-21 Grad e BM-27 Uragan)
- Battaglione artiglieria controcarri (MT-12 Rapira e Fagot)
- Batteria acquisizione obiettivi
- Compagnia logistica

## Comandanti
- Maggior generale Valentin Motuzenko (2014)
- Fëdor Berezin (2014)[senza fonte]
- Maggior generale Aleksandr Nemogaj (2014 - 2016) †
- Gennadij Kovalčuk[10]

## Sanzioni
Nel 2016, l'Unione Europea ha messo sotto sanzioni la brigata.
Nel marzo 2023, il Regno Unito ha messo sotto sanzioni la brigata.
Nel giugno 2023, l'Australia ha messo sotto sanzioni la brigata.